# Stachyris
Stachyris és un gènere d'ocells de la família dels timàlids (Timaliidae) i l'ordre dels passeriformes.

## Taxonomia
El gènere Stachyris va ser introduït el 1844 en un article del zoòleg anglès Edward Blyth en el qual cita un diagnòstic de Brian Houghton Hodgson. Hodgson va designar l'espècie tipus com el babilador de gola grisa. El nom del gènere combina el grec antic stakhus que significa "espiga de blat" i rhis, rinoceront que significa "fosses nasals".
Segons la classificació del Congrés Ornitològic Internacional (versió 11.1, 2021) aquest gènere està format per 13 espècies:
- Stachyris nigricollis - timàlia gorjanegra.
- Stachyris grammiceps - timàlia pitblanca.
- Stachyris maculata - timàlia maculada.
- Stachyris nigriceps - timàlia cap-ratllada.
- Stachyris poliocephala - timàlia capgrisa.
- Stachyris nonggangensis - timàlia de Nonggang.
- Stachyris herberti - timàlia de Herbert.
- Stachyris humei - timàlia becgrossa negra.
- Stachyris roberti - timàlia becgrossa bruna.
- Stachyris leucotis - timàlia orelluda.
- Stachyris thoracica - timàlia de pitet blanc.
- Stachyris oglei - timàlia gorjablanca.
- Stachyris strialata - timàlia collpintada.